# 갈레사우루스과
갈레사우루스과(Galesauridae)는 멸종한 견치류 분류군이며 갈레사우루스과에는 갈레우루스, 크롬프토돈, 프로갈레사우루스이 속한다. 갈레사우루스과는 트리낙소돈과(Thrinaxodontidae)와 및 현생 포유류를 포함하는 진견치하목(Eucynodontia)과 함께 상견치류(Epicynodontia)를 구성한다.
갈레사우루스류의 화석은 세상 널리에 분포하고 있다. 그들은 페름기 대멸종에서 살아남았지만 트라이아스기 중기에 수두류와 마찬가지로 멸종되었다.

## 특징
갈레사우루스과는 상견치류 중 가장 원시적이다. 그런데 이들은 초기 견치류보다 더 진보된 다른 상견치류와 마찬가지로, 이차구개를 가지고 있었으며 치아도 다른 초기 견치류들에 비해 훨씬 넓었다. 이들의 측두창은 프로키노수쿠스류보다 훨씬 크지만, 상견치류만큼 크진 않았다. 이들의 주둥이는 다른 키노돈트에 비해 넓었으며, 다른 키노돈트처럼 직립보행을 했을 가능성이 높다.